# Communauté de communes des Terres puiseautines
La communauté de communes des Terres puiseautines est une ancienne communauté de communes du département du Loiret et de la région Centre-Val de Loire en France. Le 1er janvier 2017 elle a fusionné avec communauté de communes du Beaunois et la commune nouvelle Le Malesherbois pour former la communauté de communes du Pithiverais-Gâtinais.

## Composition
Elle est composée des treize communes suivantes (composition identique à celle du canton de Puiseaux) :

| Nom                     | Code Insee | Gentilé         | Superficie (km2) | Population (dernière pop. légale) | Densité (hab./km2) |
| ----------------------- | ---------- | --------------- | ---------------- | --------------------------------- | ------------------ |
| Puiseaux (siège)        | 45258      | Puiseautins     | 20,32            | 3 336 (2022)                      | 164                |
| Augerville-la-Rivière   | 45013      | Augervillois    | 4,03             | 216 (2022)                        | 54                 |
| Aulnay-la-Rivière       | 45014      | Alnétais        | 16,14            | 505 (2022)                        | 31                 |
| Boësses                 | 45033      | Boëssois        | 13,13            | 379 (2022)                        | 29                 |
| Briarres-sur-Essonne    | 45054      | Briarrois       | 8,23             | 526 (2022)                        | 64                 |
| Bromeilles              | 45056      | Bromeillois     | 14,75            | 321 (2022)                        | 22                 |
| Desmonts                | 45124      | Desmontois      | 4,76             | 171 (2022)                        | 36                 |
| Dimancheville           | 45125      | Dimanchevillois | 2,35             | 107 (2022)                        | 46                 |
| Échilleuses             | 45131      | Rogants         | 12,43            | 387 (2022)                        | 31                 |
| Grangermont             | 45159      | Grangermontois  | 3,93             | 177 (2022)                        | 45                 |
| La Neuville-sur-Essonne | 45225      | Neuvillois      | 9,19             | 345 (2022)                        | 38                 |
| Ondreville-sur-Essonne  | 45233      | Grenouillards   | 6,57             | 403 (2022)                        | 61                 |
| Orville                 | 45237      | Orvillois       | 7,19             | 129 (2022)                        | 18                 |

## Compétences
- Aménagement de l'espace communautaire
- Développement économique
- Politique du logement et cadre de vie
- Équipements culturels et sportifs d'intérêt communautaire
- Protection et mise en valeur de l'environnement
- Scolaire
- Enfance et jeunesse
- Politique d'action sociale

## Historique
- 25 novembre 2004 : création de la communauté de communes